# Estampes, Gers
Estampes este o comună în departamentul Gers din sudul Franței. În 2009 avea o populație de 170 de locuitori.

## Evoluția populației
| An        | 1975 | 1982 | 1990 | 1999 | 2006 | 2009 |
| --------- | ---- | ---- | ---- | ---- | ---- | ---- |
| Populație | 237  | 207  | 189  | 173  | 173  | 170  |